# カナディアン・ロッキー

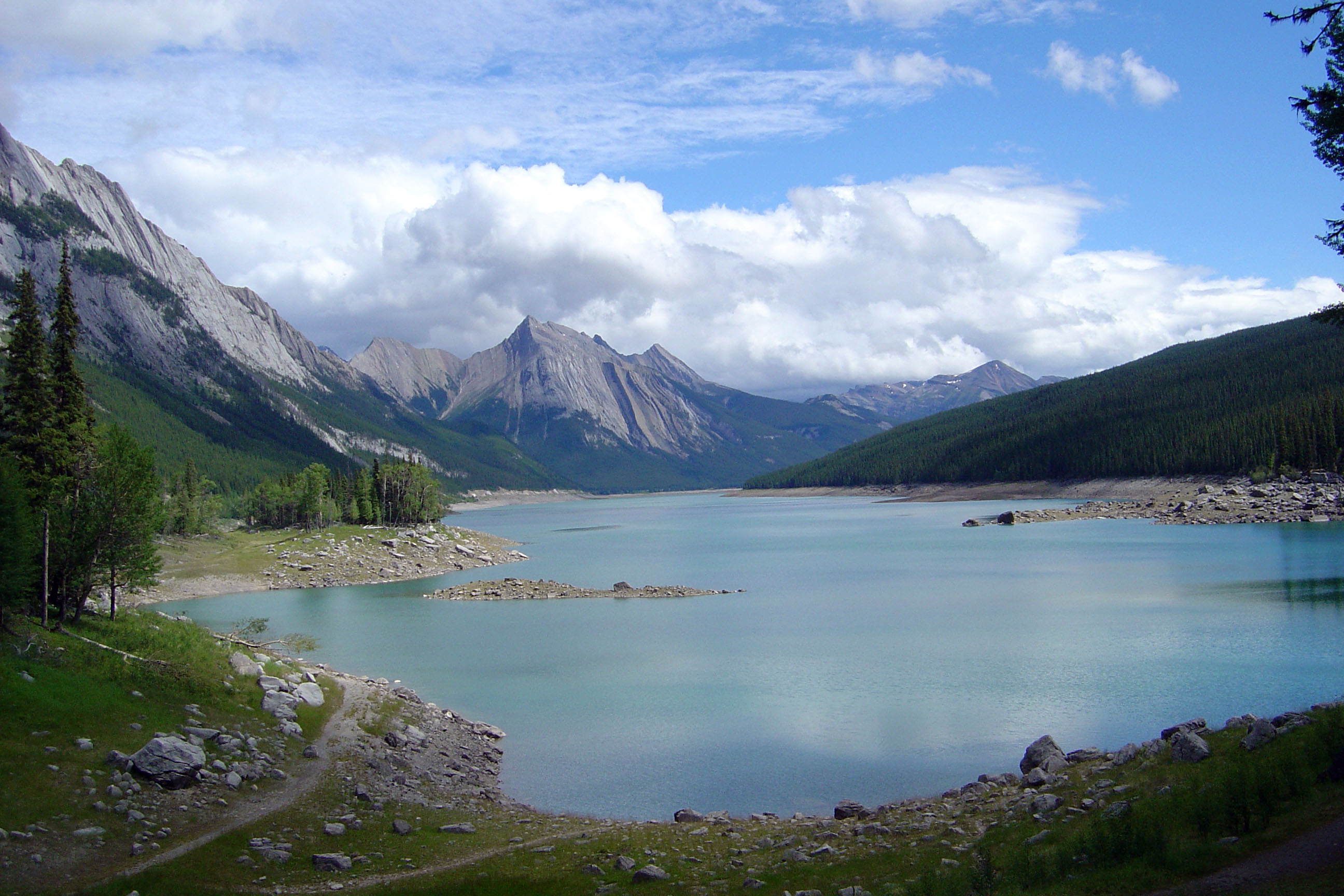
アルバータ州のカナディアン・ロッキー。

カナディアン・ロッキー（英: Canadian Rockies、仏: Rocheuses canadiennes）とは、アメリカ合衆国からカナダにかけて延びているロッキー山脈のうちで、カナダ国内アルバータ州（バンフ、ジャスパー）、ブリティッシュコロンビア州、ユーコン準州を通る部分を指す。北アメリカ大陸の大陸分水嶺となっている場所も存在している。最北端は、ブリティッシュコロンビア州とユーコン準州の境界である。つまり、カナディアン・ロッキーはアラスカまでは達しておらず、マッケンジー山脈は、カナディアン・ロッキーには含まれない。カナダ政府によって幾つかの国立公園が設定され、カナディアン・ロッキー山脈自然公園群は世界遺産に指定されており、世界中から観光客が訪れる場所である。8ヶ月冬眠するホーリーマーモット 、ミュールジカ、ビッグホーンシープなどが生息する。
バンフ国立公園内にあるバンフが観光の拠点となっている。

## 主な山の一覧

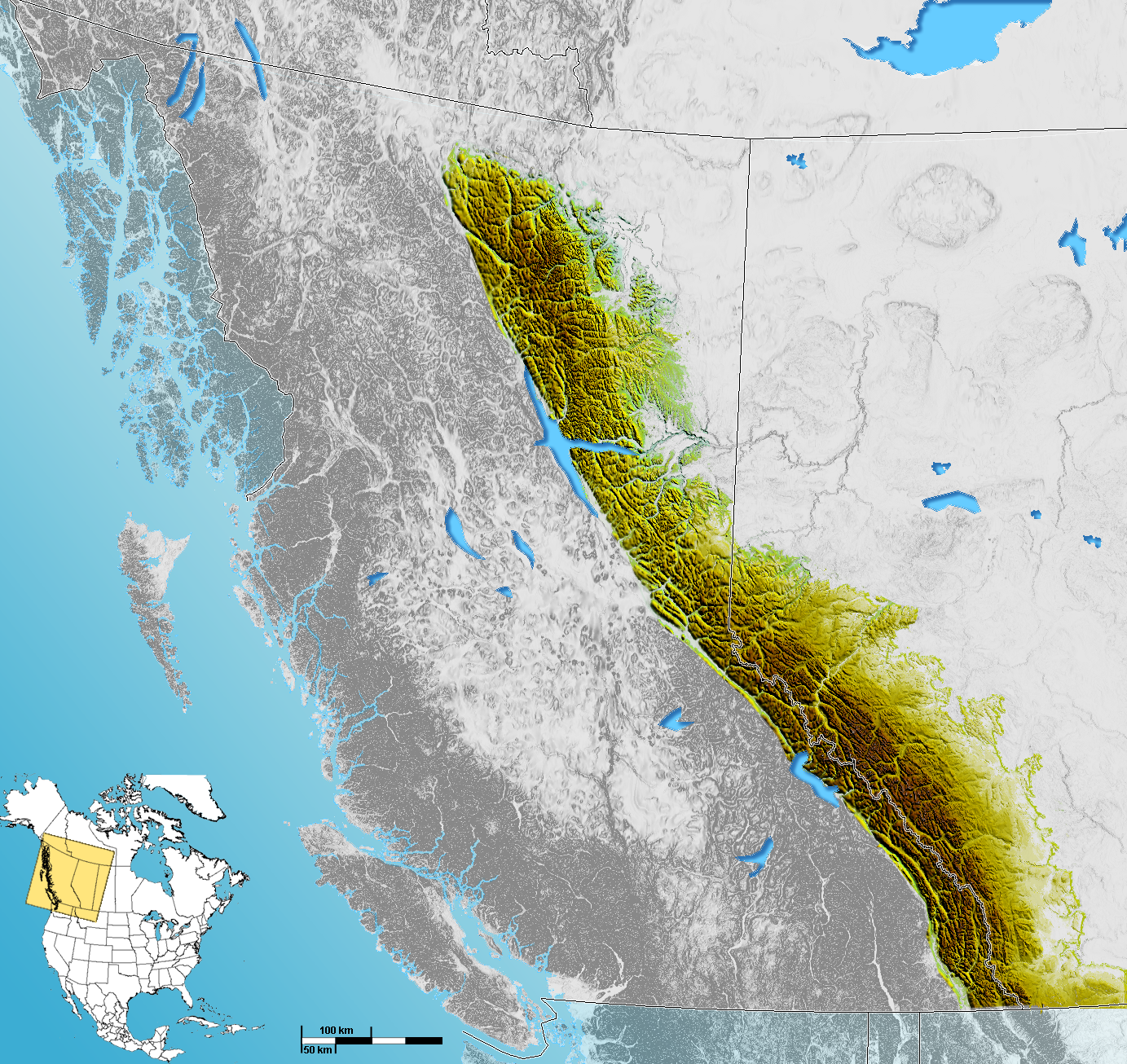
カナダ内のロッキー山脈の範囲。

| 山名                                  | 高さ(m) | 高さ(ft) |
| ------------------------------------- | ------- | -------- |
| ロブソン山                            | 3,954   | 12,972   |
| コロンビア山                          | 3,747   | 12,293   |
| ノース・ツインピーク                  | 3,684   | 12,087   |
| クレマンソー山                        | 3,658   | 12,001   |
| アルバータ山                          | 3,619   | 11,873   |
| アシニボイン山(en)                    | 3,618   | 11,870   |
| フォーブズ山                          | 3,612   | 11,850   |
| サウス・ツインピーク                  | 3,566   | 11,700   |
| テンプリー山                          | 3,543   | 11,624   |
| ブライス山                            | 3,507   | 11,506   |
| キッチナー山                          | 3,505   | 11,500   |
| ハンガビー山                          | 3,492   | 11,456   |
| ブラジアウ山                          | 3,470   | 11,385   |
| アサバスカ山                          | 3,491   | 11,453   |
| スノードーム                          | 3,456   | 11,339   |
| アンドロメダ山                        | 3,450   | 11,319   |
| ジョフル山                            | 3,449   | 11,316   |
| エディスカベル山                      | 3,363   | 11,033   |
| カスケード山                          | 2,998   | 9,836    |
| ランドル山                            | 2,948   | 9,672    |
| ジョン・ローリー山 (ヤムナスカ山)(en) | 2,240   | 7,350    |